# Eccellenza Abruzzo 2023-2024
Il campionato italiano di calcio di Eccellenza regionale 2023-2024 è il trentaduesimo organizzato in Italia. Rappresenta il quinto livello del calcio italiano.

## Stagione
Nessun ripescaggio tra le retrocesse e la perdente dei play-off. Montorio, Alba Adriatica e Ortona restano in Promozione.

### Regolamento
La prima classificata accede direttamente alla Serie D, mentre si effettuano i play-off per le quattro classificate tra il secondo e il quinto posto che determina la squadra che accede ai play-off nazionali. Per quanto riguarda le retrocessioni, le squadre vanno da un minimo di tre, di cui le ultime due classificate direttamente e una ai play-out, a un massimo di sei; dipende dalle retrocessioni in Eccellenza Abruzzo dalla Serie D. I play-off e i play-out si disputano in gara unica in casa della migliore classificata che è considerata vincente in caso di vittoria o pareggio dopo i supplementari. Infine, gli spareggi non avranno luogo se il distacco tra le contendenti è uguale o superiore a otto punti.

## Squadre partecipanti
| Club                            | Città (provincia)                      | Stadio                                  | Stagione precedente                              |
| ------------------------------- | -------------------------------------- | --------------------------------------- | ------------------------------------------------ |
| A.S.D. 2000 Calcio Montesilvano | Montesilvano (PE)                      | Stadio Galileo Speziale                 | 12ª in Eccellenza Abruzzo                        |
| A.S.D. Capistrello              | Capistrello (AQ)                       | Stadio Comunale                         | 10ª in Eccellenza Abruzzo                        |
| A.P.D. Città di Casalbordino    | Casalbordino (CH)                      | Stadio Comunale                         | 1ª in Promozione Abruzzo/C, promosso             |
| Castelnuovo Vomano              | Castelnuovo Vomano di Castellalto (TE) | Stadio Comunale                         | 14ª in Eccellenza Abruzzo, salvo ai play-out     |
| Celano Calcio                   | Celano (AQ)                            | Stadio Fabio Piccone                    | 1ª in Promozione Abruzzo/A, promosso             |
| A.S.D. Giulianova               | Giulianova (TE)                        | Stadio Rubens Fadini                    | 2ª in Eccellenza Abruzzo                         |
| Il Delfino Curi Pescara         | Pescara                                | Campo San Marco                         | 7ª in Eccellenza Abruzzo                         |
| Ovidiana Sulmona                | Sulmona (AQ)                           | Stadio Francesco Pallozzi               | 5ª in Eccellenza Abruzzo                         |
| A.S.D. Pontevomano Calcio       | Villa Vomano di Teramo (TE)            | Stadio Comunale                         | 6ª in Eccellenza Abruzzo                         |
| Renato Curi Angolana            | Città Sant'Angelo (PE)                 | Stadio Leonardo Petruzzi                | 3ª in Eccellenza Abruzzo                         |
| A.S.D. Sambuceto Calcio         | San Giovanni Teatino (CH)              | Stadio Cittadella dello Sport           | 8ª in Eccellenza Abruzzo                         |
| Santegidiese 1948 S.S.D.        | Sant'Egidio alla Vibrata (TE)          | Stadio Comunale                         | 16ª in Eccellenza Abruzzo, salva ai play-out     |
| A.S.D. Spoltore Calcio          | Spoltore (PE)                          | Stadio Comunale Adriano Caprarese       | 11ª in Eccellenza Abruzzo                        |
| SSD Città di Teramo             | Teramo                                 | Stadio Gaetano Bonolis                  | 1ª in Promozione Abruzzo/B, promosso             |
| Pol. D. Torrese                 | Villa Torre di Castellalto (TE)        | Stadio Comunale                         | 4ª in Eccellenza Abruzzo                         |
| A.S.D. Union Fossacesia         | Fossacesia (CH)                        | Stadio Tommaso Veri (San Vito Chietino) | 9ª in Eccellenza Abruzzo                         |
| Vastese Calcio 1902             | Vasto (CH)                             | Stadio Aragona                          | 14ª in Serie D/F, retrocessa ai play-out         |
| A.S.D. Virtus Cupello           | Cupello (CH)                           | Stadio Comunale                         | 2ª in Promozione Abruzzo/C, promossa ai play-off |

## Classifica
Aggiornata al 30 aprile 2024.
|  | Pos. | Squadra                  | Pt | G  | V  | N  | P  | GF  | GS | DR  |
|  | ---- | ------------------------ | -- | -- | -- | -- | -- | --- | -- | --- |
|  | 1.   | Teramo                   | 88 | 34 | 28 | 4  | 2  | 106 | 25 | +81 |
|  | 2.   | Giulianova               | 80 | 34 | 24 | 8  | 2  | 79  | 22 | +57 |
|  | 3.   | Il Delfino Curi Pescara  | 63 | 34 | 19 | 6  | 9  | 61  | 33 | +28 |
|  | 4.   | Castelnuovo Vomano (-1)  | 58 | 34 | 17 | 9  | 8  | 54  | 46 | +8  |
|  | 5.   | R.C. Angolana            | 56 | 34 | 15 | 11 | 8  | 57  | 36 | +21 |
|  | 6.   | Sulmona                  | 47 | 34 | 14 | 5  | 15 | 49  | 54 | -5  |
|  | 7.   | Torrese                  | 46 | 34 | 12 | 10 | 12 | 50  | 49 | +1  |
|  | 8.   | Celano                   | 45 | 34 | 12 | 9  | 13 | 45  | 49 | -4  |
|  | 9.   | Sambuceto                | 45 | 34 | 12 | 9  | 13 | 48  | 46 | +2  |
|  | 10.  | Pro Vasto (-2)           | 45 | 34 | 12 | 11 | 11 | 42  | 39 | +3  |
|  | 11.  | Virtus Cupello           | 44 | 34 | 12 | 8  | 14 | 59  | 64 | -5  |
|  | 12.  | Casalbordino             | 43 | 34 | 12 | 7  | 5  | 50  | 47 | +3  |
|  | 13.  | Spoltore                 | 43 | 34 | 11 | 10 | 13 | 49  | 57 | -8  |
|  | 14.  | Pontevomano              | 41 | 34 | 12 | 5  | 17 | 48  | 61 | -13 |
|  | 15.  | Capistrello              | 36 | 34 | 11 | 3  | 20 | 32  | 74 | -42 |
|  | 16.  | Santegidiese             | 30 | 34 | 7  | 9  | 17 | 30  | 50 | -20 |
|  | 17.  | 2000 Calcio Montesilvano | 27 | 34 | 8  | 3  | 23 | 42  | 77 | -35 |
|  | 18.  | Union Fossacesia         | 10 | 34 | 1  | 7  | 26 | 22  | 94 | -72 |

Legenda:
       Promossa in Serie D 2024-2025.
      Ammessa ai play-off nazionali.
  Partecipa ai play-off o ai play-out.
       Retrocessa in Promozione 2024-2025.
Regolamento:
Tre punti a vittoria, uno a pareggio, zero a sconfitta.
La classifica avulsa tiene conto di:
- punti.
- punti negli scontri diretti.
- differenza reti negli scontri diretti.
- differenza reti generale.
- reti realizzate.
- sorteggio.

## Risultati

### Tabellone
|                    | Alb  | Cap  | Cas  | Giu  | Del  | LAq  | Lan  | Mon  | Ner  | Ort  | Sul  | Pon  | RCA  | Sam  | San  | Spo  | Tor  | UnF  |
| ------------------ | ---- | ---- | ---- | ---- | ---- | ---- | ---- | ---- | ---- | ---- | ---- | ---- | ---- | ---- | ---- | ---- | ---- | ---- |
| Alba Adriatica     | –––– | 0-1  | 1-1  | 3-3  | 1-0  | 0-1  | 3-0  | 0-0  | 2-1  | 1-0  | 3-2  | 1-1  | 0-1  | 2-4  | 0-0  | 0-0  | 1-2  | 4-1  |
| Capistrello        | 2-0  | –––– | 2-0  | 3-1  | 1-2  | 2-3  | 2-1  | 0-0  | 4-2  | 0-0  | 1-2  | 2-2  | 1-1  | 1-2  | 1-0  | 2-0  | 0-0  | 0-0  |
| Castelnuovo Vomano | 1-0  | 2-0  | –––– | 1-2  | 0-3  | 0-3  | 2-0  | 1-1  | 3-1  | 2-0  | 3-0  | 0-0  | 0-1  | 1-2  | 0-0  | 1-0  | 1-1  | 1-1  |
| Giulianova         | 6-1  | 2-0  | 2-0  | –––– | 2-1  | 1-0  | 1-1  | 3-1  | 2-0  | 4-2  | 0-1  | 1-0  | 3-1  | 0-0  | 2-2  | 2-0  | 2-0  | 0-2  |
| Il Delfino Curi    | 7-0  | 4-2  | 3-2  | 1-2  | –––– | 1-2  | 4-2  | 2-3  | 7-1  | 0-1  | 1-2  | 1-0  | 1-0  | 2-3  | 0-3  | 1-1  | 2-1  | 0-0  |
| L’Aquila           | 2-0  | 2-0  | 1-0  | 0-0  | 1-1  | –––– | 2-0  | 6-0  | 3-1  | 2-0  | 5-1  | 3-3  | 1-0  | 1-1  | 3-1  | 2-0  | 1-1  | 4-0  |
| Lanciano           | 3-1  | 2-4  | 3-2  | 0-0  | 2-6  | 0-3  | –––– | 0-2  | 1-1  | 1-3  | 0-3  | 1-1  | 1-5  | 1-3  | 2-0  | 0-1  | 0-0  | 0-2  |
| Montesilvano       | 5-0  | 1-1  | 5-1  | 2-1  | 2-2  | 0-2  | 2-2  | –––– | 1-0  | 2-0  | 1-2  | 1-4  | 2-2  | 0-2  | 1-1  | 3-3  | 0-4  | 1-1  |
| Nereto             | 0-1  | 0-5  | 1-2  | 0-3  | 1-2  | 0-1  | 1-2  | 0-3  | –––– | 2-3  | 1-2  | 1-3  | 0-0  | 1-3  | 0-1  | 0-0  | 1-1  | 0-4  |
| Ortona Calcio      | 1-4  | 0-4  | 2-1  | 1-3  | 1-1  | 0-3  | 6-0  | 0-0  | 4-0  | –––– | 1-1  | 2-1  | 2-4  | 0-1  | 0-1  | 0-2  | 1-0  | 0-2  |
| Ovidiana Sulmona   | 1-2  | 1-1  | 2-0  | 1-1  | 1-1  | 0-5  | 2-0  | 4-0  | 3-1  | 2-1  | –––– | 1-0  | 4-2  | 2-2  | 0-0  | 5-2  | 2-3  | 0-0  |
| Pontevomano        | 0-0  | 2-2  | 2-0  | 0-0  | 2-0  | 0-0  | 3-2  | 0-0  | 5-0  | 0-1  | 2-0  | –––– | 1-1  | 1-0  | 1-0  | 2-0  | 1-2  | 3-0  |
| R.C. Angolana      | 3-1  | 1-1  | 0-1  | 0-1  | 2-2  | 0-1  | 4-1  | 0-0  | 2-1  | 2-1  | 4-1  | 2-0  | –––– | 2-0  | 1-1  | 1-2  | 2-3  | 1-0  |
| Sambuceto          | 4-0  | 1-1  | 0-1  | 0-1  | 1-1  | 0-1  | 6-1  | 2-2  | 0-0  | 4-0  | 3-4  | 1-2  | 1-1  | –––– | 2-1  | 0-1  | 2-4  | 1-0  |
| Santegidiese       | 2-3  | 1-1  | 1-1  | 0-1  | 0-0  | 0-3  | 4-1  | 2-2  | 0-0  | 2-2  | 1-1  | 0-3  | 0-3  | 2-1  | –––– | 3-1  | 0-1  | 0-2  |
| Spoltore           | 2-0  | 0-0  | 1-1  | 1-3  | 1-4  | 1-2  | 4-0  | 1-0  | 4-0  | 0-2  | 1-0  | 1-0  | 0-1  | 2-2  | 3-2  | –––– | 1-1  | 1-0  |
| Torrese            | 3-2  | 2-1  | 1-0  | 0-1  | 2-2  | 2-1  | 0-0  | 1-0  | 4-0  | 3-0  | 1-2  | 0-0  | 1-2  | 2-0  | 1-3  | 3-1  | –––– | 3-0  |
| Union Fossacesia   | 1-2  | 1-1  | 1-0  | 1-2  | 0-0  | 0-3  | 2-1  | 0-1  | 4-1  | 2-1  | 3-1  | 0-0  | 0-3  | 0-0  | 2-1  | 1-0  | 2-1  | –––– |

## Spareggi

### Play-out
|  | Semifinali | Semifinali   | Semifinali |              |    | Finale      | Finale | Finale |  |
|  |            |              |            |              |    |             |        |        |  |
|  | 14         | Pontevomano  | 0          |              |    |             |        |        |  |
|  | 14         | Pontevomano  | 0          |              |    |             |        |        |  |
|  | 15         | Capistrello  | 1          |              |    |             |        |        |  |
|  | 15         | Capistrello  | 1          |              | 14 | Pontevomano | 2      |        |  |
|  |            |              |            |              | 14 | Pontevomano | 2      |        |  |
|  |            |              | 16         | Santegidiese | 1  |             |        |        |  |
|  |            |              | 16         | Santegidiese | 1  |             |        |        |  |
|  |            |              |            |              |    |             |        |        |  |
|  | 16         | Santegidiese |            |              |    |             |        |        |  |